# Cheon Jin-ryeong
Cheon Jin-ryeong (kor. 천진령; * 23. Oktober 2000) ist ein südkoreanischer Fußballspieler.

## Karriere
Cheon Jin-ryeong erlernte das Fußballspielen in der Jugendmannschaft des Seoul Jungnang FC sowie in der Universitätsmannschaft der Suseong University. Nach seiner Ausbildung war er von März 2023 bis Mitte Juni 2023 vertrags- und vereinslos. Seinen ersten Profivertrag unterschrieb er Mitte Juni 2023 beim kambodschanischen Erstligisten ISI Dangkor Senchey FC. Sein Profidebüt für den Verein aus der Hauptstadt Phnom Penh gab er am 6. August 2023 (1. Spieltag) im Heimspiel gegen Angkor Tiger. Bei dem 1:0-Erfolg wurde er in der 88. Minute für den Kameruner Louis Willy Ndongo eingewechselt.